# Posłowie na Sejm Polskiej Rzeczypospolitej Ludowej IX kadencji
Posłowie na Sejm Polskiej Rzeczypospolitej Ludowej IX kadencji zostali wybrani podczas wyborów parlamentarnych, które odbyły się w dniu 13 października 1985.
Pierwsze posiedzenie odbyło się 6 listopada 1985, a ostatnie, 50. – 29 i 30 maja 1989. Kadencja Sejmu trwała od 13 października 1985 do 3 czerwca 1989. Pierwotnie miała upłynąć 13 października 1989 (po 4 latach od dnia poprzednich wyborów), jednak została skrócona na mocy ustawy o zmianie Konstytucji Polskiej Rzeczypospolitej Ludowej z 7 kwietnia 1989.
Kluby i koła na pierwszym posiedzeniu Sejmu IX kadencji i stan na koniec kadencji.
| \| Ugrupowanie polityczne \| Ugrupowanie polityczne \| X 1985 \| VI 1989 \| +/– \| \| ---------------------- \| ---------------------------------------- \| ------ \| ------- \| --- \| \| \| Polska Zjednoczona Partia Robotnicza \| 245 \| 238 \| 7 \| \| \| Zjednoczone Stronnictwo Ludowe \| 106 \| 104 \| 2 \| \| \| Stronnictwo Demokratyczne \| 35 \| 35 \| \| \| \| Stowarzyszenie „Pax” \| 9 \| 9 \| \| \| \| Chrześcijańskie Stowarzyszenie Społeczne \| 7 \| 7 \| \| \| \| Polski Związek Katolicko-Społeczny \| 5 \| 5 \| \| \| \| Niestowarzyszeni[a] \| 53 \| 53 \| \| \| Razem \| Razem \| 460 \| 451 \| 451 \| | Podział 460 mandatów: PZPR: 245 ZSL: 106 SD: 35 Pozostali: 74 |        |         |     |
| Ugrupowanie polityczne | Ugrupowanie polityczne                                        | X 1985 | VI 1989 | +/– |
| | Polska Zjednoczona Partia Robotnicza                          | 245    | 238     | 7   |
| | Zjednoczone Stronnictwo Ludowe                                | 106    | 104     | 2   |
| | Stronnictwo Demokratyczne                                     | 35     | 35      |     |
| | Stowarzyszenie „Pax”                                          | 9      | 9       |     |
| | Chrześcijańskie Stowarzyszenie Społeczne                      | 7      | 7       |     |
| | Polski Związek Katolicko-Społeczny                            | 5      | 5       |     |
| | Niestowarzyszeni                                              | 53     | 53      |     |
| Razem | Razem                                                         | 460    | 451     | 451 |

## Prezydium Sejmu IX kadencji
| Poseł                                                               | Poseł               | Funkcja                                     | Klub                                        | Czas pełnienia funkcji | Czas pełnienia funkcji | Czas pełnienia funkcji |
| Poseł                                                               | Poseł               | Funkcja                                     | Klub                                        | Od                     | Do                     |                        |
| ------------------------------------------------------------------- | ------------------- | ------------------------------------------- | ------------------------------------------- | ---------------------- | ---------------------- | ---------------------- |
|                                                                     | Bogdan Suchodolski  | Marszałek senior                            | Bezpartyjny                                 | 6 listopada 1985(dts)  | 6 listopada 1985(dts)  |                        |
| Marszałek senior przewodniczy obradom Sejmu przed wyborem Prezydium |                     |                                             |                                             |                        |                        |                        |
|                                                                     | Roman Malinowski    | Marszałek Sejmu                             | KP Zjednoczonego Stronnictwa Ludowego       | 6 listopada 1985(dts)  | 3 czerwca 1989(dts)    |                        |
|                                                                     | Jadwiga Biedrzycka  | Wicemarszałek Sejmu                         | KP Polskiej Zjednoczonej Partii Robotniczej | 6 listopada 1985(dts)  | 17 czerwca 1988(dts)   |                        |
|                                                                     | Jerzy Ozdowski      | Wicemarszałek Sejmu                         | Bezpartyjny                                 | 6 listopada 1985(dts)  | 3 czerwca 1989(dts)    |                        |
|                                                                     | Mieczysław Rakowski | Wicemarszałek Sejmu                         | KP Polskiej Zjednoczonej Partii Robotniczej | 6 listopada 1985(dts)  | 17 czerwca 1988(dts)   |                        |
|                                                                     | Marek Wieczorek     | Wicemarszałek Sejmu                         | KP Stronnictwa Demokratycznego              | 6 listopada 1985(dts)  | 3 czerwca 1989(dts)    |                        |
|                                                                     | Elżbieta Gacek      | Wicemarszałek Sejmu                         | KP Polskiej Zjednoczonej Partii Robotniczej | 17 czerwca 1988(dts)   | 3 czerwca 1989(dts)    |                        |
| Tadeusz Porębski                                                    | Wicemarszałek Sejmu | KP Polskiej Zjednoczonej Partii Robotniczej | 17 czerwca 1988(dts)                        | 3 czerwca 1989(dts)    |                        |                        |

## Przynależność klubowa

### Stan na koniec kadencji
Posłowie IX kadencji zrzeszeni byli w następujących klubach i kołach poselskich:
- Klub Poselski Polskiej Zjednoczonej Partii Robotniczej – 238 posłów, przewodniczący klubu Tadeusz Porębski[8],
- Klub Poselski Zjednoczonego Stronnictwa Ludowego – 104 posłów, przewodniczący klubu Tadeusz Szelachowski[8],
- Klub Poselski Stronnictwa Demokratycznego – 35 posłów, przewodniczący klubu Marek Wieczorek[8],
- Koło Poselskie PAX – 9 posłów, przewodniczący koła Zenon Komender[8],
- Koło Poselskie Chrześcijańskiego Stowarzyszenia Społecznego – 7 posłów, przewodniczący koła Kazimierz Morawski[8],
- Koło Poselskie Polskiego Związku Katolicko-Społecznego – 5 posłów, przewodniczy koła Zbigniew Zieliński[8],
- Posłowie bezpartyjni – 53 posłów[8].

| Klub Poselski Polskiej Zjednoczonej Partii Robotniczej | Klub Poselski Polskiej Zjednoczonej Partii Robotniczej | Klub Poselski Polskiej Zjednoczonej Partii Robotniczej | Klub Poselski Polskiej Zjednoczonej Partii Robotniczej |
| --- | --- | --- | --- |
| | | | |
| - Antoni Adamaszek - Norbert Aleksiewicz - Andrzej Andraszak - Florian Andrzejewski - Jacek Antonowicz - Edward Bajda - Zdzisław Balicki - Adam Banaś - Kazimierz Barcikowski - Józef Barecki - Julian Bartkowski - Zofia Bartosiewicz - Józef Baryła - Stanisław Bejger - Zbigniew Białecki - Jadwiga Biedrzycka - Grażyna Biernacka - Tadeusz Biliński - Jan Braś - Wojciech Budzyński - Czesława Burcon - Ryszard Celiński - Marian Cierniak - Lech Ciupa - Kazimierz Cupisz - Zofia Czaja - Tadeusz Czechowicz - Józef Czyrek - Ryszard Czyż - Jan Dembkowski - Zenon Dramiński - Danuta Duda - Wacław Dudek - Antonina Dziuban - Władysław Fabian - Stanisława Fabisiak - Bogumił Ferensztajn - Marian Figiel - Zdzisław Fogielman - Antoni Foks - Mieczysław Frącki - Kazimierz Frątczak - Gerard Gabryś - Elżbieta Gacek - Józef Gajewicz - Andrzej Gałęziowski - Andrzej Gawłowski - Zbigniew Gertych - Aleksander Giezek - Jan Goczoł - Wojciech Godlewski - Jerzy Golis - Manfred Gorywoda - Stefan Greguła - Genowefa Gren - Karol Gruber - Danuta Grzywaczewska - Waldemar Grzywaczewski - Franciszek Guz - Stanisław Habczyk | - Adam Heba - Henryk Jabłoński - Franciszek Jaczek - Marek Jagielski - Henryk Jagodziński - Krzysztof Jałtuszewski - Ludwik Janczyszyn - Władysław Janecki - Grażyna Janus - Maria Jarosz - Wojciech Jaruzelski - Antoni Jasiński - Jerzy Jaskiernia - Kazimierz Jezierski - Władysław Jonkisz - Helena Jurgielewicz - Danuta Juzala - Henryk Jużykiewicz - Jan Kaczmarek - Stanisław Kamieniarz - Stanisław Kania - Franciszek Karp - Jerzy Kawalerowicz - Tadeusz Kijonka - Czesław Kiszczak - Józef Kiszka - Wanda Kledzik - Eugeniusz Klekowski - Władysław Klimczak - Stanisław Koba - Włodzimierz Koczur - Włodzimierz Kołodziejuk - Marian Konieczny - Maria Koput - Janina Korpała - Krzysztof Korzeński - Bogdan Kotarski - Józef Kowalski - Stanisław Królik - Zbigniew Kubik - Mieczysław Kucapski - Józef Kuczmowski - Maria Kulik - Zofia Kurek - Genowefa Kuśmierek - Daniela Kwiatkowska - Walter Lampka - Jan Laskowski - Stanisław Lemiesz - Tadeusz Lewandowski - Maciej Lubczyński - Jerzy Lutomski - Zygmunt Łapiński - Tadeusz Łodykowski - Longin Łozowicki - Ryszard Łukasiewicz - Edward Łukasik - Wanda Łużna - Zbigniew Machul - Stanisław Macikowski | - Jarema Maciszewski - Barbara Majzel - Stanisława Malinowska - Eugeniusz Malinowski - Władysław Matlak - Jan Matusiak - Romualda Matusiak - Józefa Matyńkowska - Roman Menczewicz - Zbigniew Messner - Klemens Michalik - Alfred Miodowicz - Anatoliusz Miszak - Stanisław Miśkiewicz - Andrzej Mitoraj - Rajmund Moric - Edward Moskal - Helena Możejko - Włodzimierz Mrowiński - Lucyna Mrozik - Eugeniusz Mróz - Czesław Mularski - Danuta Muranko - Marian Musiał - Wiesław Nadowski - Ryszard Najsznerski - Jerzy Nawrocki - Zenon Nawrot - Jadwiga Nowakowska - Stanisław Nowel - Alojzy Nowicki - Władysław Ogara - Zygmunt Olbryt - Stanisław Opałko - Mieczysław Osika - Franciszka Ostrowska - Stanisława Paca - Zbigniew Paczkowski - Józefa Palmowska - Kazimierz Paszek - Roman Paszkowski - Władysław Patycki - Wiktor Pawlak - Jacek Piechota - Roman Pillardy - Kazimierz Piłat - Barbara Polańska - Tadeusz Porębski - Helena Porycka - Bogdan Prus - Zbigniew Pruszkowski - Jan Pryszcz - Henryk Przygodzki - Zbigniew Puzewicz - Mieczysław Rakowski - Stanisław Rok - Tomasz Romańczuk - Tadeusz Rostkowski - Roman Rurański - Elżbieta Rutkowska | - Tadeusz Ryczaj - Edmund Rynkiewicz - Robert Satanowski - Grzegorz Seidler - Andrzej Sidor - Juliusz Siemion - Florian Siwicki - Jerzy Skalski - Edmund Skoczylas - Henryk Skwarka - Kazimierz Smuda - Radosław Smuszkiewicz - Marian Sokołowski - Zbigniew Sowa - Anna Staruch - Elżbieta Struwe - Józef Suchecki - Henryk Szablak - Jan Szczerbowicz-Wieczór - Jerzy Szmajdziński - Teresa Szparago - Andrzej Szpringer - Kazimierz Sztorc - Szymon Szurmiej - Józefa Szykowna - Edward Szymański - Paweł Szymański - Janusz Szymborski - Adam Świątek - Józef Trela - Marek Trochim - Feliks Trzebiatowski - Antoni Twardoch - Bożenna Urbańska - Jerzy Uziębło - Wojciech Waśniowski - Józef Więcław - Jan Wilczek - Jerzy Wilk - Marian Winek - Zofia Witkowska - Czesław Witkowski - Wacław Wojciechowski - Ryszard Wojna - Henryk Wojtal - Czesław Wojtasiak - Ryszard Wosiński - Marian Woźniak - Eugeniusz Wójcik - Ireneusz Wrzesień - Andrzej Wyglenda - Piotr Zabielski - Elżbieta Zakrocka - Sylwester Zawadzki - Krystyna Zielińska-Zarzycka - Aleksander Ziemian - Zenon Żmudziński - Józef Żymankowski |
| Klub Poselski Zjednoczonego Stronnictwa Ludowego | | | |
| | | | |
| - Tomasz Adamczuk - Czesław Baran - Zenon Bartkowiak - Stefan Biskupski - Edward Boroń - Mieczysław Borowczyk - Alicja Bracławska-Rewera - Jacek Bugański - Mieczysław Buziewicz - Edward Chojecki - Jerzy Chojnacki - Jan Chudy - Jan Czapiewski - Franciszek Dąbal - Edward Dec - Stanisław Derda - Edward Dereń - Zdzisław Dębowski - Bolesław Doktór - Józef Dumała - Stanisław Dyrszka - Edward Dzięgiel - Edward Gnat - Henryk Grencel - Stanisław Gucwa - Antoni Gulij | - Bolesława Hrabia - Krystyna Jachimowska - Kazimierz Janik - Janusz Jurys - Stanisław Kielan - Adam Kluska - Emil Kołodziej - Anna Kowalczyk - Mikołaj Kozakiewicz - Lidia Kozicka - Józef Kozioł - Kazimierz Kozub - Włodzimierz Krajewski - Marian Król - Bogdan Królewski - Czesław Królikiewicz - Krystyna Krzemińska - Danuta Kubik - Bożenna Kuc - Józef Kukułka - Władysław Leśniak - Witold Lipski - Dominik Ludwiczak - Stanisław Łucek - Stanisław Majewski - Teresa Malczewska | - Roman Malinowski - Michał Markowicz - Stanisław Mazur - Rudolf Michałek - Maria Moskal - Wojciech Musiał - Włodzimierz Neneman - Roman Nowakowski - Kazimierz Olesiak - Halina Olewińska - Gertruda Orlacz - Józef Ozga-Michalski - Stanisław Partyła - Emilia Pogonowska-Jucha - Stanisława Popiela - Janina Powąska - Elżbieta Prusinowska - Mirosław Sadowski - Antoni Samborski - Mirosława Sciańska - Jerzy Sendlewski - Józef Serafin - Jan Skrzetuski - Bożena Snaza - Franciszek Socha - Marian Socha | - Stanisław Sochaj - Adam Stadnik - Stanisław Stasiak - Krzysztof Stempień - Bronisław Stepaniuk - Bolesław Strużek - Zygmunt Surowiec - Marian Swęd - Irena Szadurska - Kazimiera Szark - Henryk Szarmach - Alojzy Szczęśniak - Tadeusz Szelachowski - Ryszard Szunke - Władysław Szymański - Zdzisław Tarkowski - Stanisław Toporek - Andrzej Trzaskalski - Stanisław Urban - Ignacy Wall - Bernard Widera - Lucyna Wielechowicz - Włodzimierz Wiertek - Jadwiga Wróbel - Stanisław Zięba - Stanisław Żelichowski |
| Klub Poselski Stronnictwa Demokratycznego | | | |
| | | | |
| - Mieczysław Bandurka - Zdzisław Barański - Alojzy Bryl - Jerzy Budzisz - Helena Chodkowska - Krystyna Czubak - Teresa Dobielińska-Eliszewska - Andrzej Faracik - Jan First | - Wacław Garbaj - Zbigniew Gburek - Zbigniew Gessler - Stanisława Giecewicz-Pilarska - Jerzy Gruchalski - Witold Hensel - Jan Janowski - Eugeniusz Kot - Edward Kowalczyk | - Bolesław Manowiec - Tadeusz Młyńczak - Kazimierz Modzelewski - Stanisław Słowik - Tadeusz Stadniczeńko - Piotr Stefański - Lucjan Stępień - Jerzy Surowiec - Henryk Swinarski | - Józef Szawiec - Krzysztof Szewczak - Ryszard Tomczewski - Krystyna Wawrzynowicz - Emilia Wcisło - Marek Wieczorek - Jerzy Wojciak - Cezary Wolf |
| Koło Poselskie PAX | | | |
| | | | |
| - Czesław Dąbrowski - Jerzy Goliński - Marek Kabat | - Zenon Komender - Jan Mieloch | - Mieczysław Stachura - Jan Waleczek | - Alfred Wawrzyniak - Józef Wójcik |
| Koło Poselskie Chrześcijańskiego Stowarzyszenia Społecznego | | | |
| | | | |
| - Jan Błachnio - Eugeniusz Czykwin | - Wiktor Leyk - Kazimierz Morawski | - Jan Nawłoka - Tadeusz Nowacki | - Kazimierz Orzechowski |
| Koło Poselskie Polskiego Związku Katolicko-Społecznego | | | |
| | | | |
| - Wiesław Gwiżdż - Zygmunt Kostarczyk | - Tadeusz Myślik | - Marian Szatybełko | - Zbigniew Zieliński |
| Posłowie bezpartyjni | | | |
| | | | |
| - Halina Auderska - Liliana Barańska - Ryszard Bender - Krystyna Boboryk - Franciszek Buszka - Jan Dobraczyński - Anna Franczak - Helena Galus - Urszula Garwolińska - Józef Gierowski - Zdzisława Gnoińska - Wiesława Góźdź - Teresa Gregorewicz - Kazimierz Grzybowski | - Daniela Hadraszek - Bożena Hager-Małecka - Krystyna Jandy-Jendrośka - Helena Jarczyk - Zofia Kaczor - Anna Kędzierska - Jerzy Kosmala - Jan Kostrzewski - Zygmunt Kubicki - Aleksander Legatowicz - Wincenty Lewandowski - Walenty Maćkowiak - Krzysztof Maksymiuk - Halina Mastalerz | - Mieczysław Mazurek - Edmund Męclewski - Walenty Milenuszkin - Maciej Nałęcz - Janusz Nazaruk - Małgorzata Niepokulczycka - Eugeniusz Ochendowski - Jerzy Ozdowski - Danuta Pawlikowska - Andrzej Polok - Władysław Sawicki - Kazimierz Secomski - Mieczysław Serwiński - Zdzisław Skakuj | - Jan Smętek - Bogdan Suchodolski - Jan Szczerbal - Irena Szczygielska - Mieczysław Szostek - Ryszard Szurkowski - Mieczysław Tomaszewski - Ryszard Trzeciak - Witold Zakrzewski - Zdzisław Załuska - Wojciech Żukrowski |

### Posłowie, których mandat wygasł w trakcie IX kadencji (9 posłów)
| Poseł             | Poseł                 | Data wygaśnięcia mandatu | Przyczyna                    | Następca                     | Następca                     |
| ----------------- | --------------------- | ------------------------ | ---------------------------- | ---------------------------- | ---------------------------- |
|                   | Stanisław Matuszewski | 7 stycznia 1987(dts)     | śmierć                       |                              | mandat pozostał nieobsadzony |
|                   | Adolf Ciborowski      | 26 stycznia 1987(dts)    | śmierć                       | mandat pozostał nieobsadzony |                              |
| Kazimierz Janicki | 1 kwietnia 1987(dts)  | śmierć                   | mandat pozostał nieobsadzony |                              |                              |
| Józef Kiełb       | 17 czerwca 1987(dts)  | śmierć                   | mandat pozostał nieobsadzony |                              |                              |
| Roman Leś         | 5 stycznia 1988(dts)  | śmierć                   | mandat pozostał nieobsadzony |                              |                              |
|                   | Krzysztof Ambroży     | 20 kwietnia 1988(dts)    | zrzeczenie się mandatu       | mandat pozostał nieobsadzony |                              |
|                   | Stanisław Baranik     | 5 września 1988(dts)     | śmierć                       | mandat pozostał nieobsadzony |                              |
| Marianna Skrzypek | 22 lutego 1989(dts)   | śmierć                   | mandat pozostał nieobsadzony |                              |                              |
| Albin Siekierski  | 28 lutego 1989(dts)   | śmierć                   | mandat pozostał nieobsadzony |                              |                              |